# مارشال استونهام
 مارشال استونهام (انگلیسی: Marshall Stoneham؛ زاده ۱۸ مه ۱۹۴۰ درگذشته ۱۸ فوریه ۲۰۱۱) یک فیزیک‌دان اهل بریتانیا بود.